# Большое Загорье (Тверская область)
 Большое Загорье  — деревня в Лесном муниципальном округе Тверской области.

## География
Находится в северо-восточной части Тверской области на расстоянии приблизительно 9 км по прямой на юг по прямой от районного центра села Лесного.

## История
Деревня уже была отмечена как на карте 1825 года. В 1859 году здесь (деревня Весьегонского уезда Тверской губернии) было учтено 11 дворов. До 2019 года входила в состав ныне упразднённого Сорогожского сельского поселения.

## Население
Численность населения: 91 человек (1859 год), 7 (русские 100 %) в 2002 году, 1 в 2010.